# Gelatinopsis
Gelatinopsis is een geslacht van korstmossen dat behoort tot de familie Helicogoniaceae van de ascomyceten. De typesoort is Gelatinopsis geoglossi.

## Soorten
Volgens Index Fungorum telt het geslacht acht soorten (peildatum januari 2022):
| Soortnaam                    | Auteur(s)                               | Publicatiejaar |
| ---------------------------- | --------------------------------------- | -------------- |
| Gelatinopsis exidiophila     | Baral & G. Marson                       | 2001           |
| Gelatinopsis fungicola       | (Kirschst.) Baral                       | 2001           |
| Gelatinopsis geoglossi       | (Ellis & Everh.) Rambold & Triebel      | 1990           |
| Gelatinopsis hysteropatellae | Baral & G. Marson                       | 2001           |
| Gelatinopsis leptogii        | Ertz & Diederich                        | 2006           |
| Gelatinopsis polyconidiata   | Baral & G. Marson                       | 2001           |
| Gelatinopsis septata         | Aptroot, Cand. & Verkley                | 1997           |
| Gelatinopsis tryblidariae    | (A. Carter & Malloch) Hosoya & Y. Otani | 1995           |